# Chamborand
Chamborand là một xã thuộc tỉnh Creuse trong vùng Nouvelle-Aquitaine miền trung nước Pháp. Xã này nằm ở khu vực có độ cao trung bình 426 mét trên mực nước biển. Xã có cự ly 15 dặm (24 km) về phía  tây của Guéret, tại giao lộ các tuyến đường D4, D49 và tuyến đường D10 roads.

## Dân số
| 1962                                                        | 1968 | 1975 | 1982 | 1990 | 1999 | 2005 |
| ----------------------------------------------------------- | ---- | ---- | ---- | ---- | ---- | ---- |
| 239                                                         | 310  | 283  | 277  | 266  | 237  | 243  |
| Số liệu điều tra dân số từ năm 1962 Dân số chỉ tính một lần |      |      |      |      |      |      |

## Địa điểm nổi bật

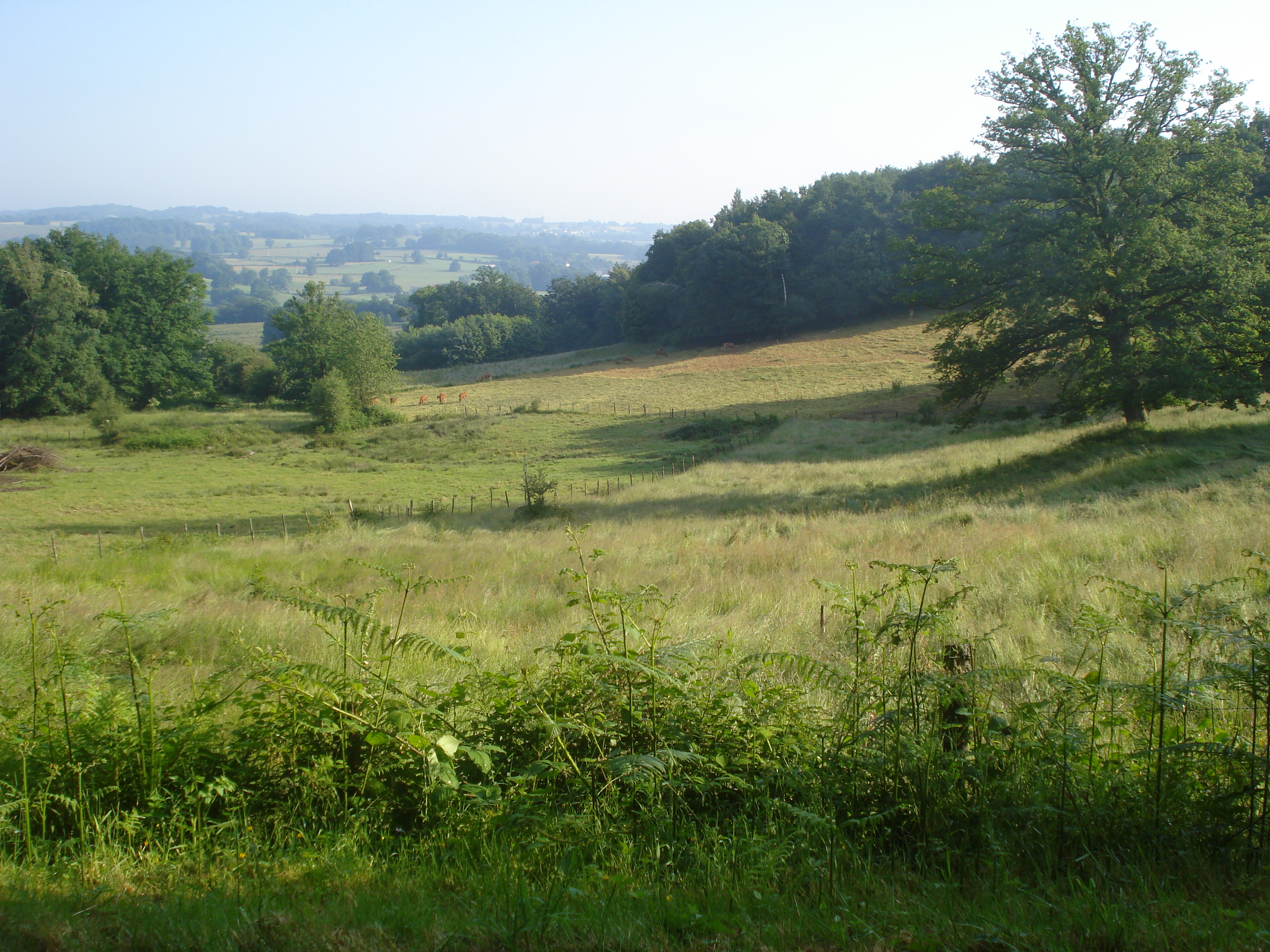
Cảnh nông thôn quanh Chamborand

- Nhà thờ St.Martial, dating from the fifteenth century.
- Phế tích toà lâu đài từ thế kỷ 12.